# Haruka Agatsuma
Haruka Agatsuma (18 de dezembro de 1994) é uma jogadora de softbol japonesa, que joga na posição de receptora.

## Carreira
Agatsuma compôs o elenco da Seleção Japonesa de Softbol Feminino nos Jogos Olímpicos de Verão de 2020 em Tóquio, onde se consagrou campeã com a conquista da medalha de ouro.